# Rhodoleia championii
Rhodoleia championii är en trollhasselart som beskrevs av William Jackson Hooker. Rhodoleia championii ingår i släktet Rhodoleia och familjen trollhasselfamiljen. Inga underarter finns listade i Catalogue of Life.

## Bildgalleri

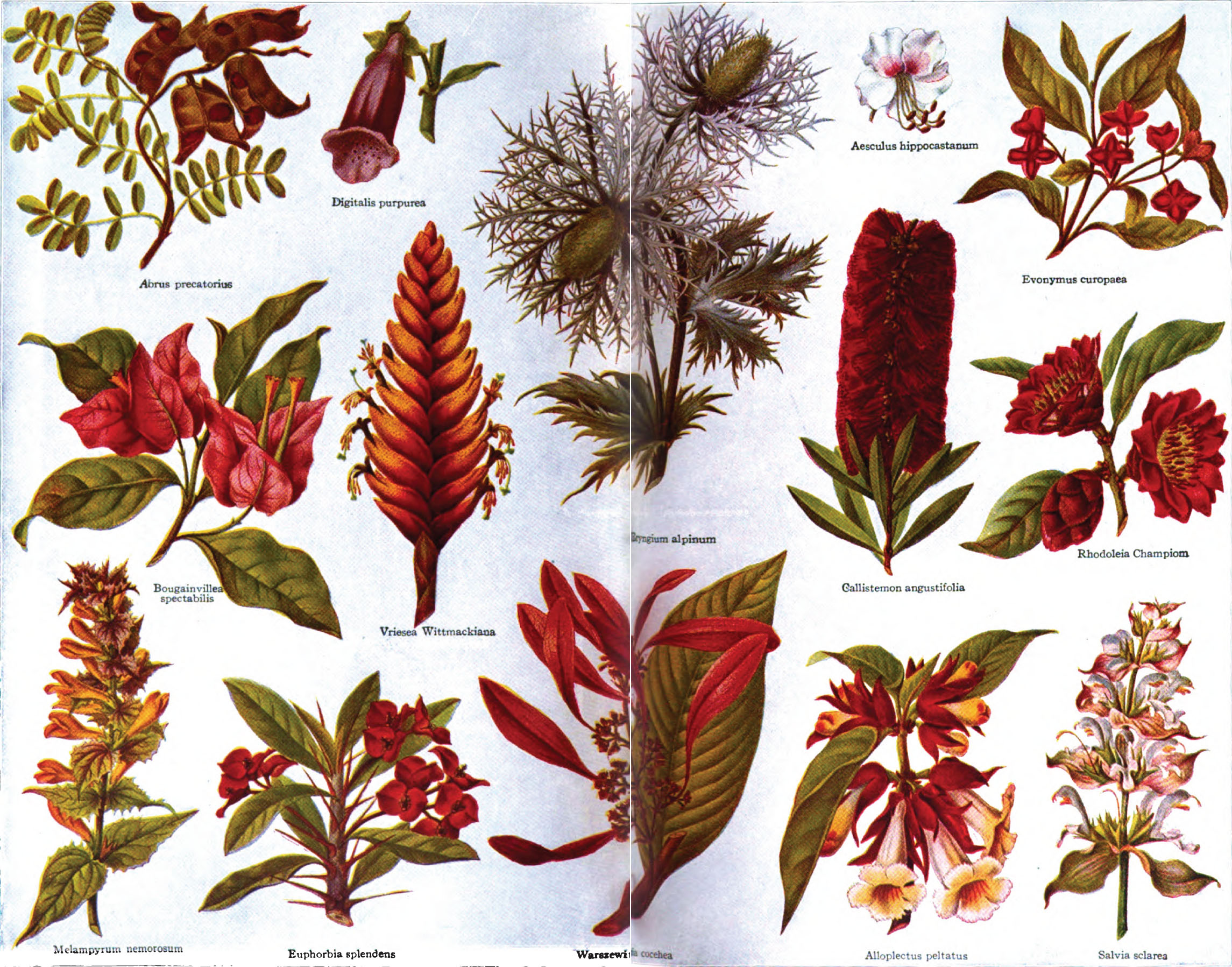
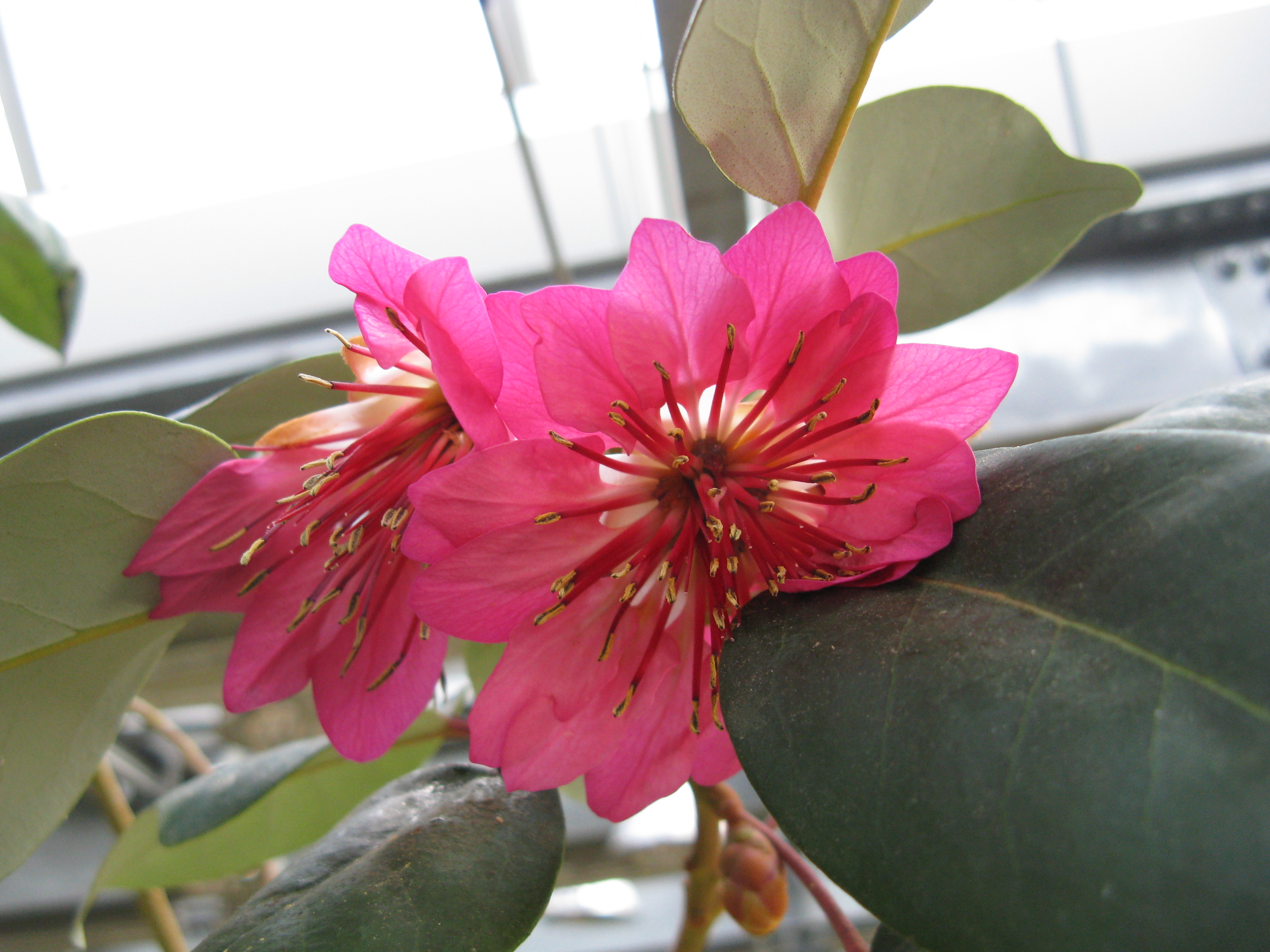
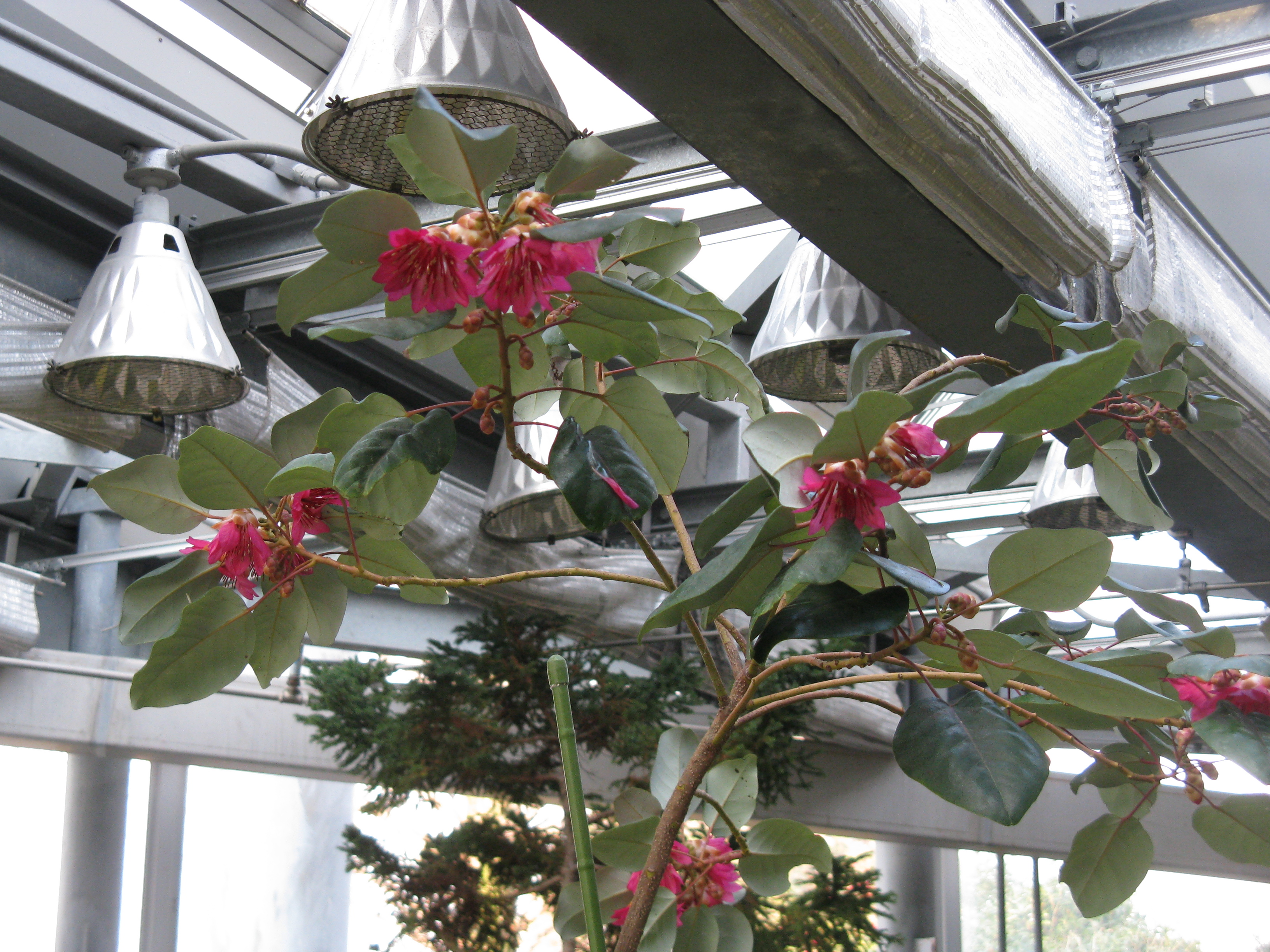